# 願宗寺
願宗寺（がんしゅうじ）は、大阪府大阪市にあった浄土真宗西本願寺派の寺院である。
現在の靭公園付近に位置し、足利尊氏と縁の深い真宗西本願寺派の有力寺であった。作家、直木三十五の妻にあたる、佛子寿満（ぶっしすま）の生家でもある。
また、明治19年には、当時の司法官らの働きかけによって夜間に開講した関西法律学校の教場となった。関西法律学校は、のちの関西大学である。
大阪大空襲により、京町堀周辺が大きな被害を受けた。寺は焼失。別の場所に再建されたかどうか不詳。